# Symphonie no 12 de Chostakovitch
« Année 1917 »
Pour les articles homonymes, voir Symphonie no 12.
La Symphonie no 12 en ré mineur (op. 112) dite L'année 1917, de Dmitri Chostakovitch a été composée en 1961. Elle fait suite à la symphonie no 11, dédiée à la mémoire de Lénine tout en évoquant les événements de la révolution russe d'Octobre 1917. 
La symphonie est en quatre mouvements :
1. Le Petrograd révolutionnaire (Революционный Петроград), Moderato - Allegro
2. Razliv (Разлив), Adagio
3. Aurore («Аврора»), Allegro
4. L'Aube de l'humanité (Заря Человечества), Allegro - Allegretto

## Fiche technique
- Titre : Symphonie no 12 en ré mineur, op. 112
  - Sous-titre : Année 1917
- Composition : 1961
- Création : 1er octobre 1961 par l'Orchestre philharmonique de Leningrad sous la direction d'Evgeni Mravinski
- Durée : 40 minutes

### Composition
L'œuvre écrite pour le 90e anniversaire de la naissance de Lénine (avril 1960) devait à l'origine être une symphonie chorale avec récitant centrée sur la vie de Lénine, sur des poèmes de Maïakovski, Djamboul Djabaev et Souleïman Stalski. Chostakovitch renonce au chant et recentre la musique sur les évènements de la révolution russe de 1917. La partition est achevée le 22 août de l'année suivante. Une réduction pour deux piano en a été faite peu après.

### Création et réception
La symphonie est créée le 1er octobre 1961 à Leningrad (Saint-Pétersbourg) par l'orchestre philharmonique de Leningrad, dirigé par Evgeni Mravinski (concert télévisé) et en simultané à Kouibychev sous la direction de Stassevitch. Mravinski en fait, peu après, le premier enregistrement discographique. 
La réception en est enthousiaste, d'autant que Chostakovitch vient de rejoindre le parti communiste et qu'il est invité au 22e congrès de ce dernier.

## Analyse

### Le Petrograd révolutionnaire
Un thème principal aux cordes graves en introduction installe la thématique du mouvement, en ré mineur. Une grande progression amène l'allegro, basé sur un fugato du thème principal, dépeignant l'émeute. Un second thème en si bémol, adoucit l'atmosphère, mais le thème principal se veut dominant.

### Razliv
Il s'agit du nom de la localité où Lénine résidait clandestinement, et d'où il commanda toutes ses opérations.

### Aurore
Le troisième mouvement dépeint le croiseur Aurore, dont l'équipage ouvrit le feu (à blanc) en direction du Palais d'Hiver, ce qui marqua le début de la prise du bâtiment.

### L'Aube de l'humanité
Il décrit l'atmosphère post-révolutionnaire, sur le ton optimiste de ré majeur. Le finale réintroduit des éléments thématiques des mouvements précédents, dont le thème principal du 1er mouvement.

## Discographie sélective
| Direction          | Orchestre                             | Année     | Label                      | Note |
| ------------------ | ------------------------------------- | --------- | -------------------------- | ---- |
| Ievgueni Mravinski | Orchestre philharmonique de Leningrad | 1961 1984 | Praga Erato / Russian disc |      |
| Kirill Kondrachine | Orchestre philharmonique de Moscou    | 1972      |                            |      |
| Bernard Haitink    | Orchestre royal du Concertgebouw      | 1982      | Decca                      |      |